# Conchocelis
Conchocelis Batters, 1892 é o nome botânico de um gênero de algas da família Bangiaceae.

## Espécies
- Conchocelis rosea Batters